# Patriotyzm lokalny

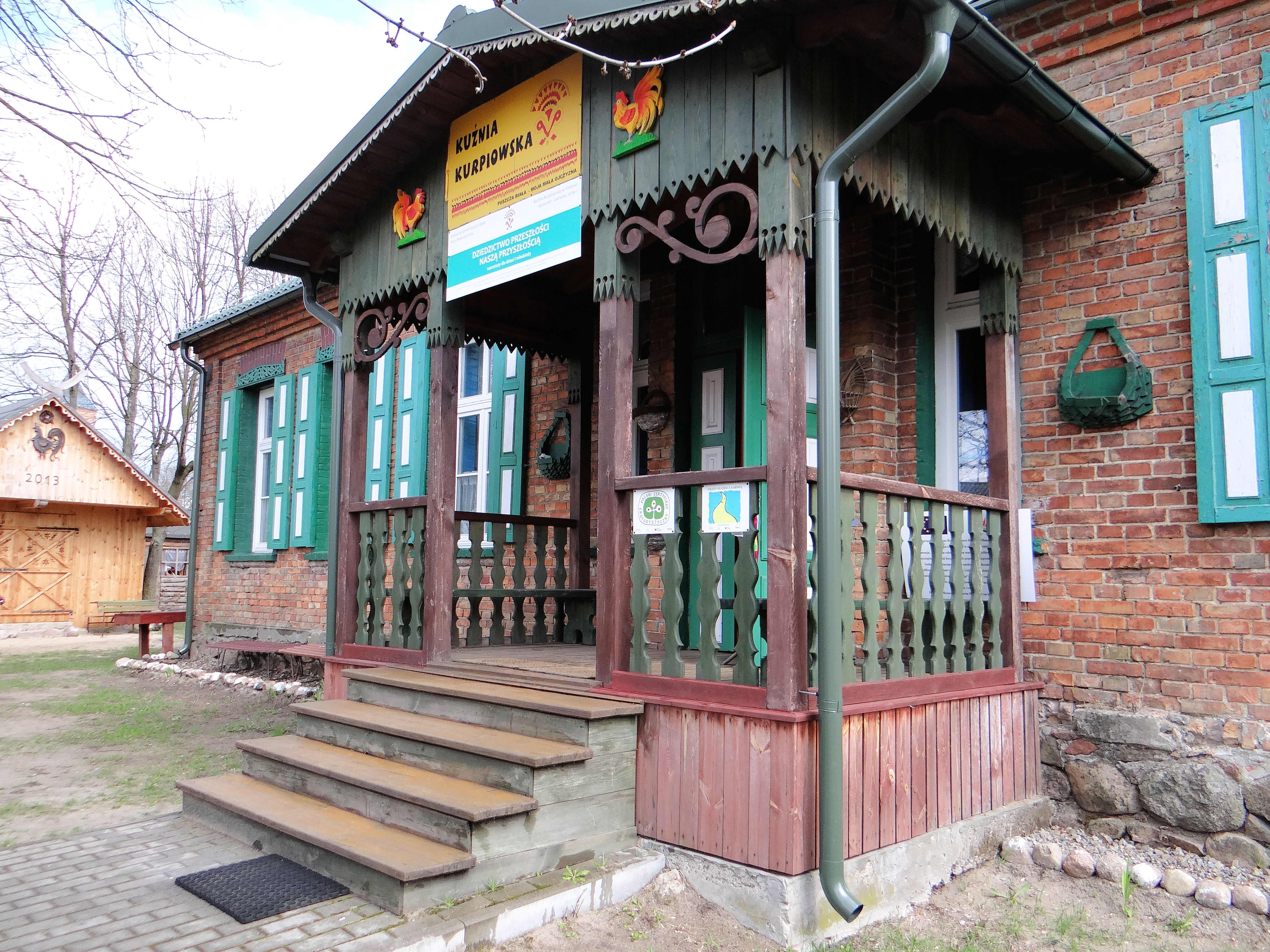
Izba ludowa - Kuźnia Kurpiowska w Pniewie pod hasłem "Puszcza Biała - moja mała ojczyzna"

Patriotyzm lokalny (także: mała ojczyzna, prywatna ojczyzna) – kategoria psychofizyczna i społeczno-kulturowa; pewien obszar związany z przestrzenią i ziemią, będący źródłem inspiracji twórczej wraz z towarzyszącymi mu odniesieniami ludzkimi, takimi jak postawy, znaczenia, emocje, wartości, a także część miejscowej historii i tradycji, jak również kulturowego dziedzictwa grup społecznych.
Termin mała ojczyzna wprowadził do nauk społecznych Stanisław Ossowski. 
Mała ojczyzna jest rzeczą prywatną, subiektywną i odbieraną indywidualnie. Jednostka ma wobec niej stosunek osobisty i bezpośredni. Jest strukturą o charakterze relacyjnym i sytuuje się pomiędzy człowiekiem i jego światem, między kulturą i naturą, historią i tradycją, zwyczajem i obyczajem, jak również pomiędzy rodziną, a państwem. Łączy się w pewnym sensie (ale niekoniecznym) z miejscem urodzenia, dzieciństwem, czy miejscem zamieszkania. Tworzy swoiste terytorium rodzinne. Stanowi przedłużenie osobowości jednostki. W społeczeństwie obywatelskim pojęcie to łączy się ze sferą aktywności społecznej, obywatelskiej, czy edukacyjnej i jest kategorią aksjonormatywną - okeśla pożądane normy zachowań w społeczności, harmonię, solidarność, czy dbałość o wspólne dobro. 
Świat małych ojczyzn jest różny, a nawet przeciwstawny do haseł świata ponowoczesnego, głoszącego chaos, bezład, relatywizm, upadek tożsamości oraz niewiarę w człowieka. Patriotyzm lokalny stawia na zakorzenienie w środowisku i relacje społeczne, podkreśla siłę podstawowych wartości, w tym chrześcijańskich, praw człowieka, demokracji, gospodarki rynkowej, sprawiedliwości społecznej, czy szacunku do przyrody. Umożliwia i wspiera rozwój podmiotowości społecznej. Wytwarza samorządność i autonomię. Mimo tego mała ojczyzna nie pozostaje strukturą wyizolowaną od szerszych układów społecznych, czy też bytem samowystarczalnym. Jest integralną częścią procesów ponadlokalnych, a nawet globalnych. 
Podobnie jak patriotyzm w swym szerszym znaczeniu, patriotyzm lokalny opiera się na otwartości względem innych jednostek bądź grup. Jako najstarsze wymienia się powstałe w Niemczech, w pierwszej połowie XIX w. lokalne stowarzyszenia zajmujące się badaniem historii najbliższej okolicy (niem. Verein für Heim-Geschichte).